# Goldsboro (Maryland)
Goldsboro é uma cidade  localizada no estado americano de Maryland, no Condado de Caroline.

## Demografia
Segundo o censo americano de 2000, a sua população era de 216 habitantes.
Em 2006, foi estimada uma população de 209, um decréscimo de 7 (-3.2%).

## Geografia
De acordo com o United States Census Bureau tem uma área de
0,5 km², dos quais 0,5 km² cobertos por terra e 0,0 km² cobertos por água. Goldsboro localiza-se a aproximadamente 20 m acima do nível do mar.

## Localidades na vizinhança
O diagrama seguinte representa as localidades num raio de 16 km ao redor de Goldsboro.